# 卡多谷 (阿肯色州)
卡多瓦利（英語：Caddo Valley）是一個位於美國阿肯色州克拉克縣的市鎮。

## 地理
卡多瓦利的座標為34°11′58″N 93°04′37″W / 34.19944°N 93.07694°W，而該地的平均海拔高度為64米（即210英尺）。

## 人口
根據2020年美國人口普查的數據，卡多瓦利的面積為8.06平方千米，當中陸地面積為8.02平方千米，而水域面積為0.04平方千米。當地共有人口595人，而人口密度為每平方千米73人。